# Мирсінові
Мирсінові (Myrsinaceae) — родина квіткових рослин порядку вересоцвіті (Ericales). Родина складається з 35 родів та понад 1000 видів.

## Поширення
Родина поширена у тропічній та помірній зоні у північній півкулі у Європі, Сибіру, Японії, Мексиці і Флориді, та у південній півкулі в Новій Зеландії, Південній Америці та Південній Африці.

## Опис
Це мезофітні дерева та чагарники, рідше ліани. Рослини, переважно однодомні, але трапляються і дводомні види. Невеличкі квітки зібранні у суцвіття на верхівках гілок або у пазухах листя. Квітки правилині із чотирма або п'ятьма пелюстками та тичинками, маточка одна. Плоди — ягоди, або кістянка.

## Роди
- Aegiceras
- Amblyanthopsis
- Amblyanthus
- Anagallis
- Antistrophe
- Ardisia
- Asterolinon
- Badula
- Conandrium
- Coris
- Ctenardisia
- Cybianthus
- Cyclamen
- Discocalyx
- Elingamita
- Embelia
- Emblemantha
- Fittingia
- Geissanthus
- Glaux
- Heberdenia
- Hymenandra
- Labisia
- Loheria
- Lysimachia
- Maesa
- Monoporus
- Myrsine
- Oncostemum
- Parathesis
- Pelletiera
- Pleiomeris
- Rapanea
- Sadiria
- Solonia
- Stylogyne
- Tapeinosperma
- Trientalis
- Tetrardisia
- Vegaea
- Wallenia